# Evropská silnice E28
Evropská silnice E28 je evropskou silnicí 1. třídy. Začíná na dálničním obchvatu Berlína a končí v běloruském Minsku. Celá trasa měří 1230 kilometrů.

## Trasa
- Německo
  - Berlín – Prenzlau

- Polsko
  - Štětín – Goleniów – Koszalin – Słupsk – Gdyně – Gdaňsk – Elbląg

- Rusko
  - Kaliningrad – Nestěrov

- Litva
  - Marijampolė – Vilnius

- Bělorusko
  - Minsk

## Galerie

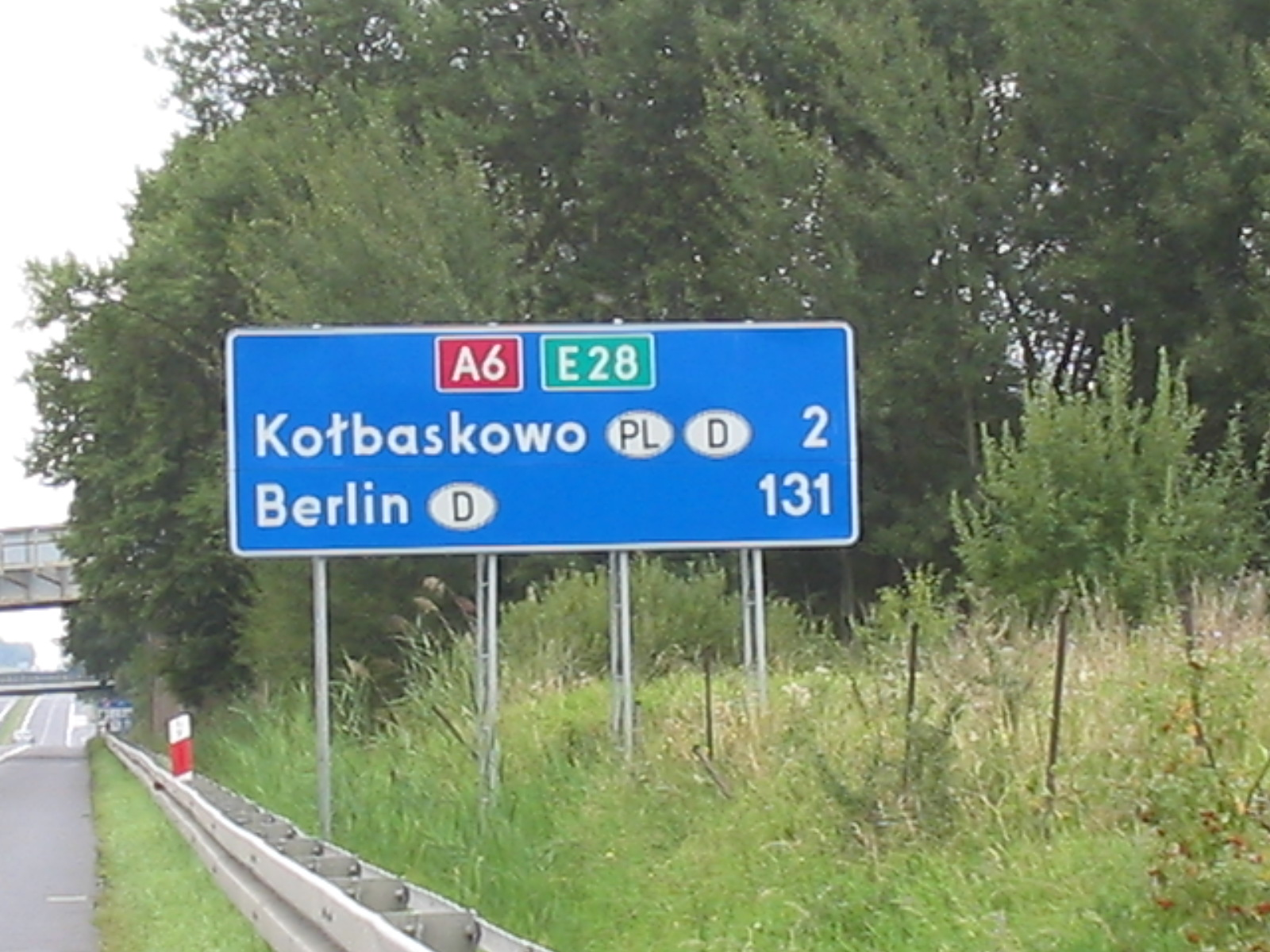
E28 na hranicích Polska a Německa
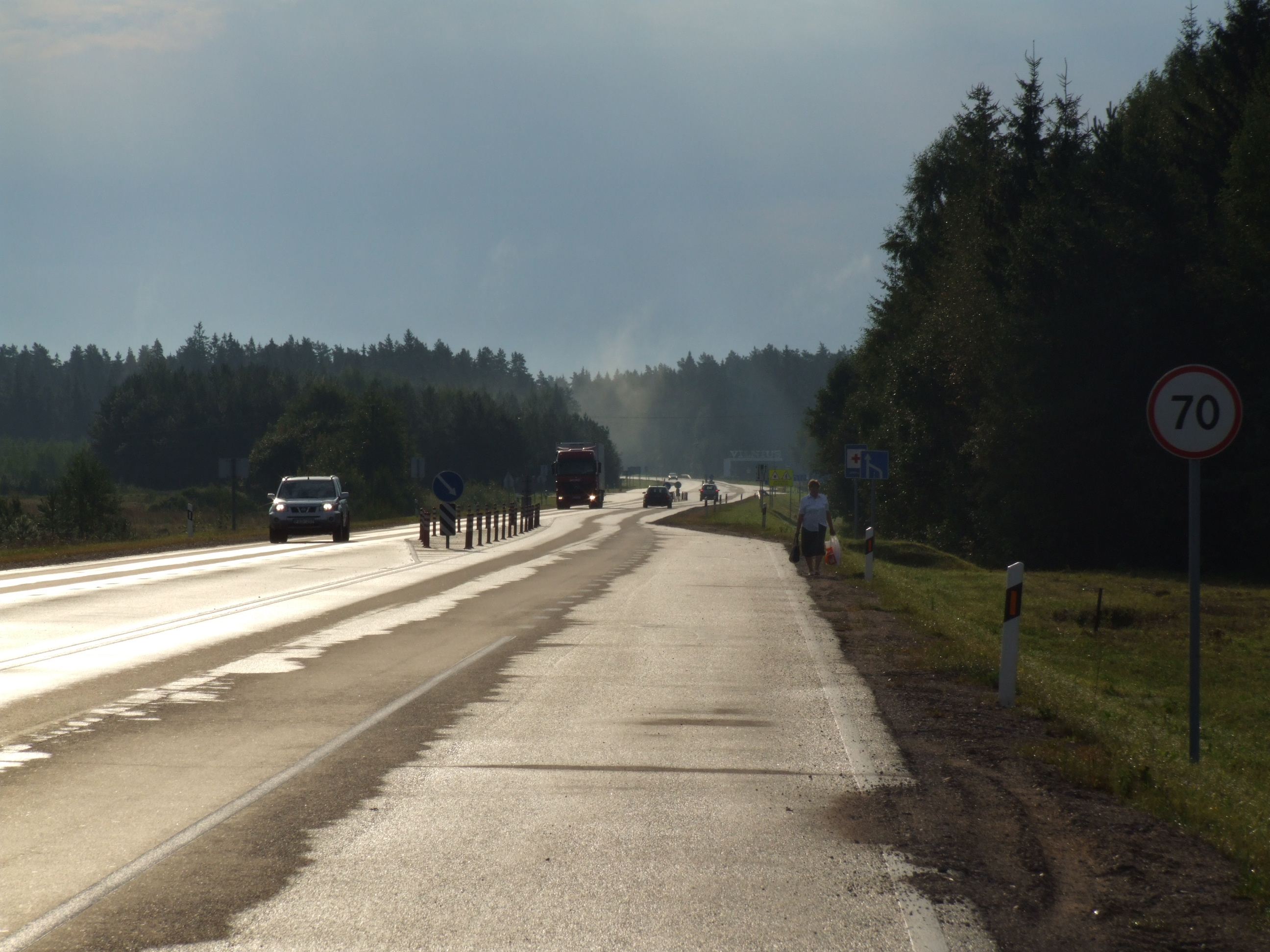
E28 poblíž Vilniusu
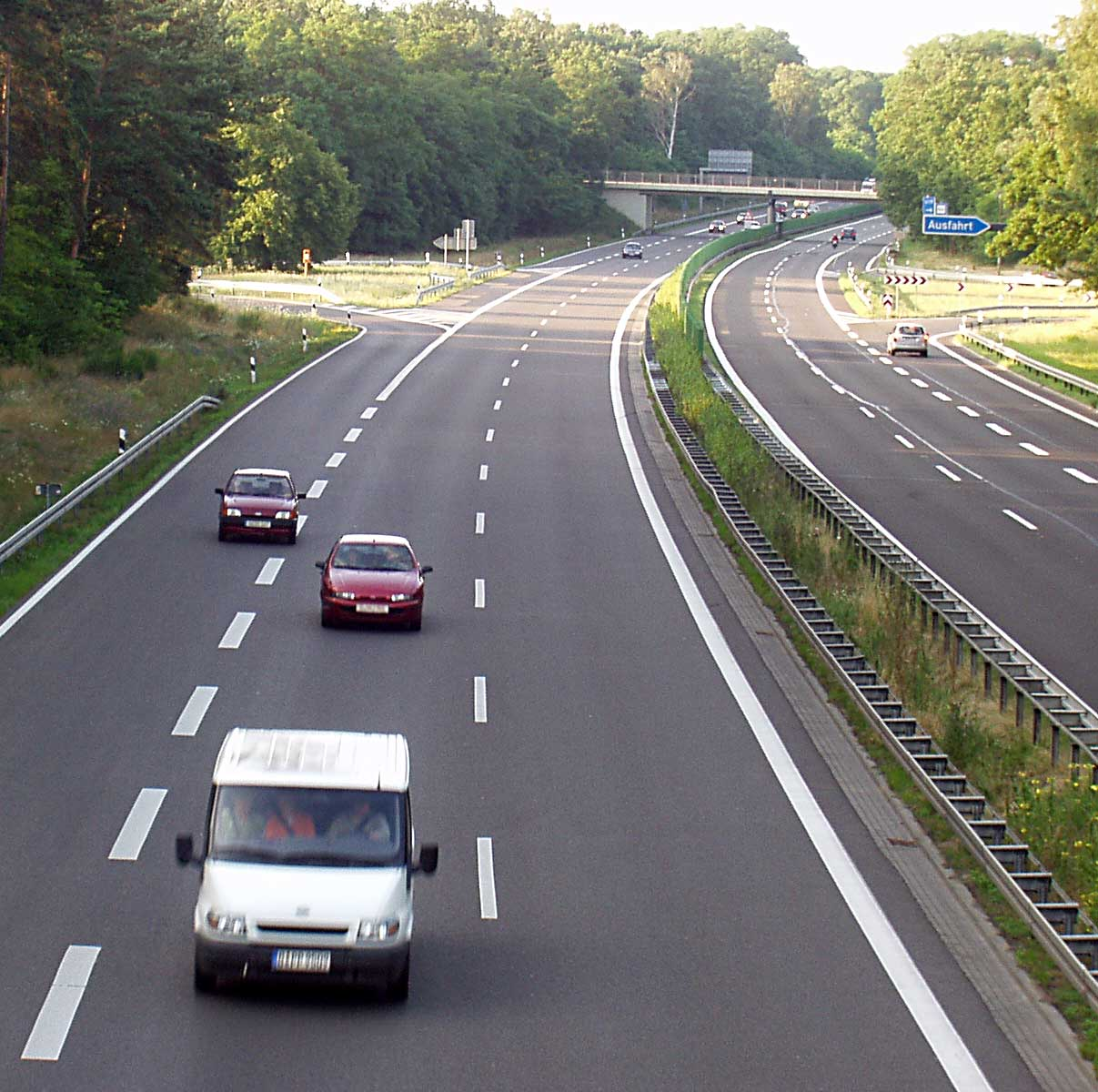
E28 v Německu
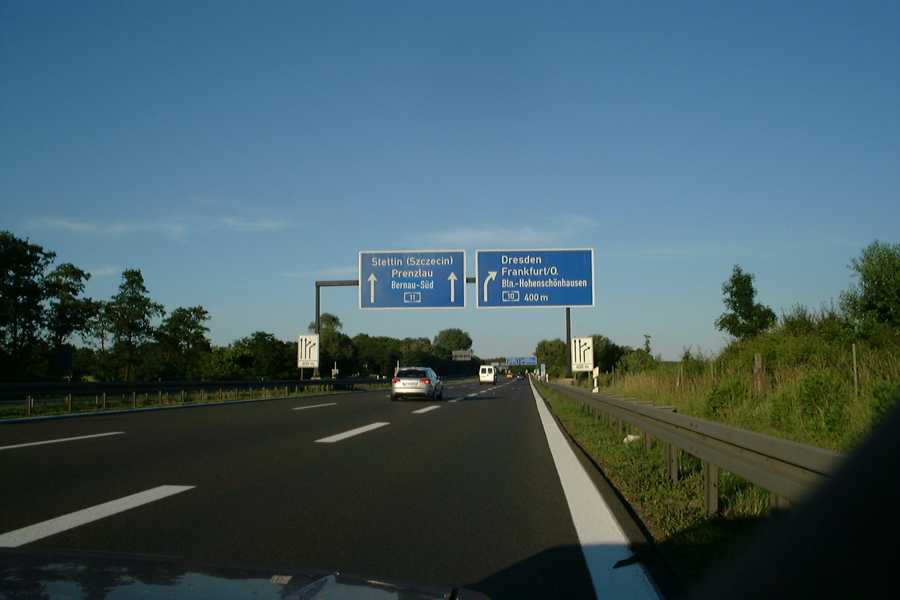
E28 v Německu
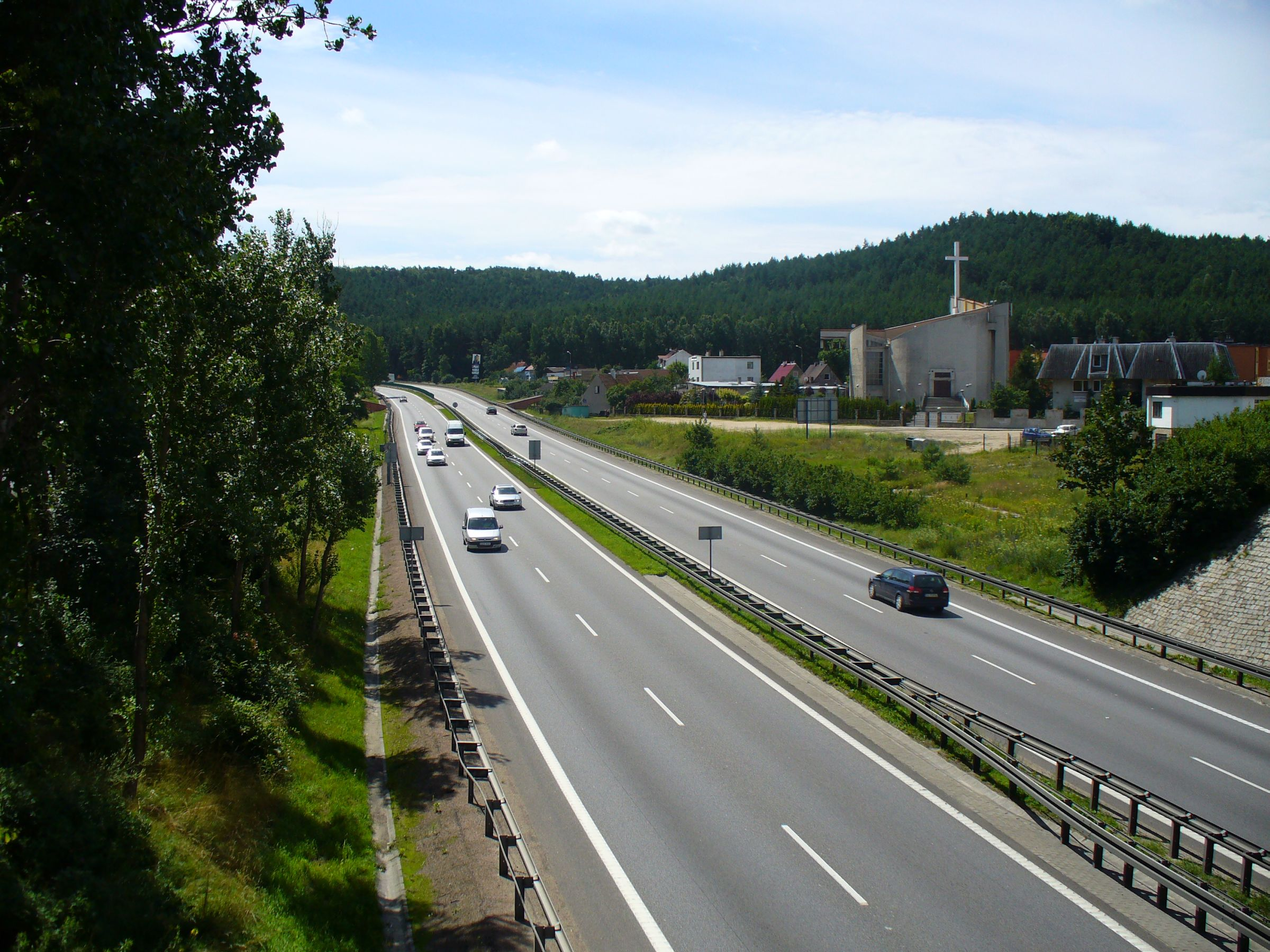
E28 poblíž Gdyně
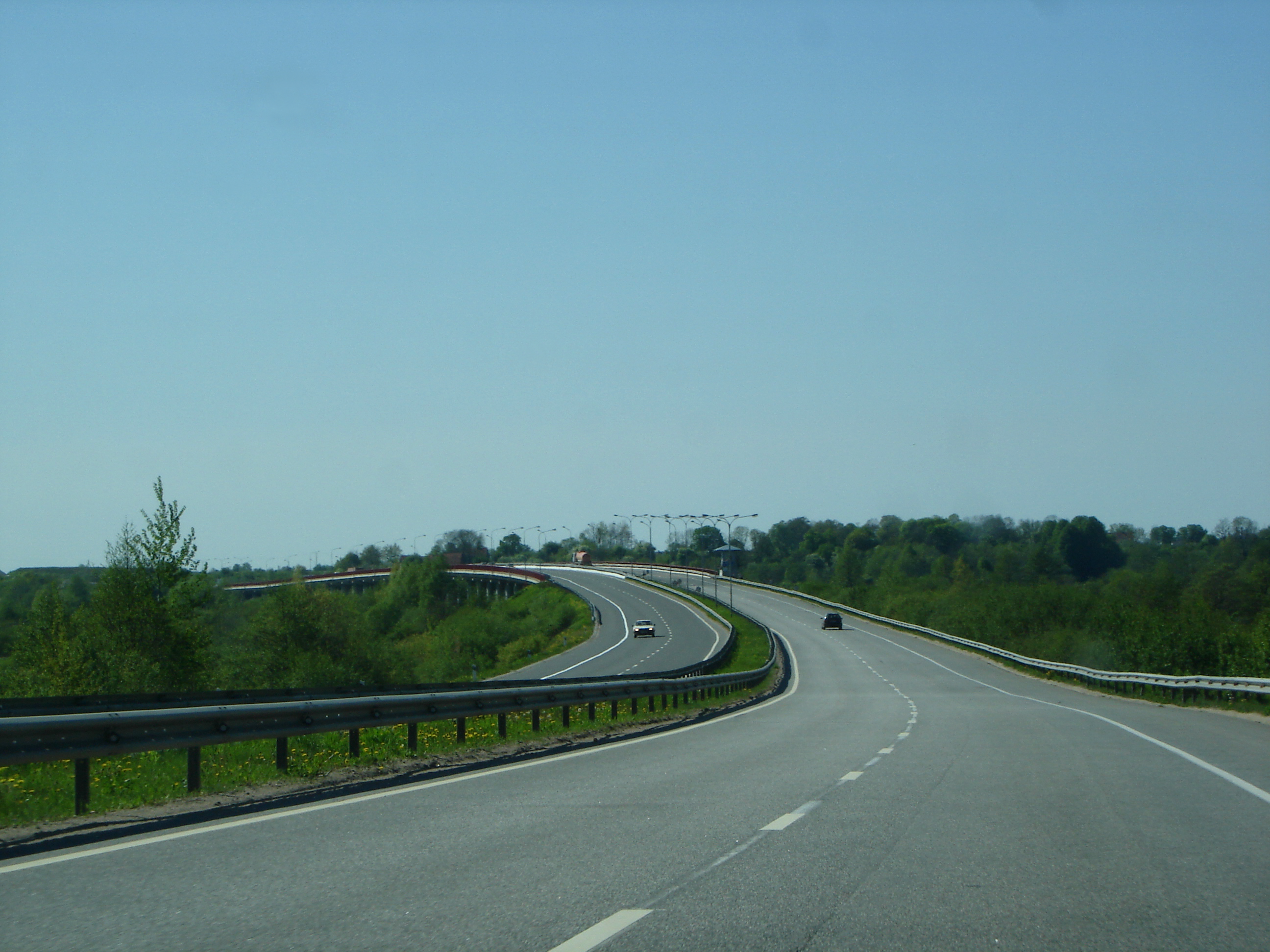
E28 u Kaliningradu
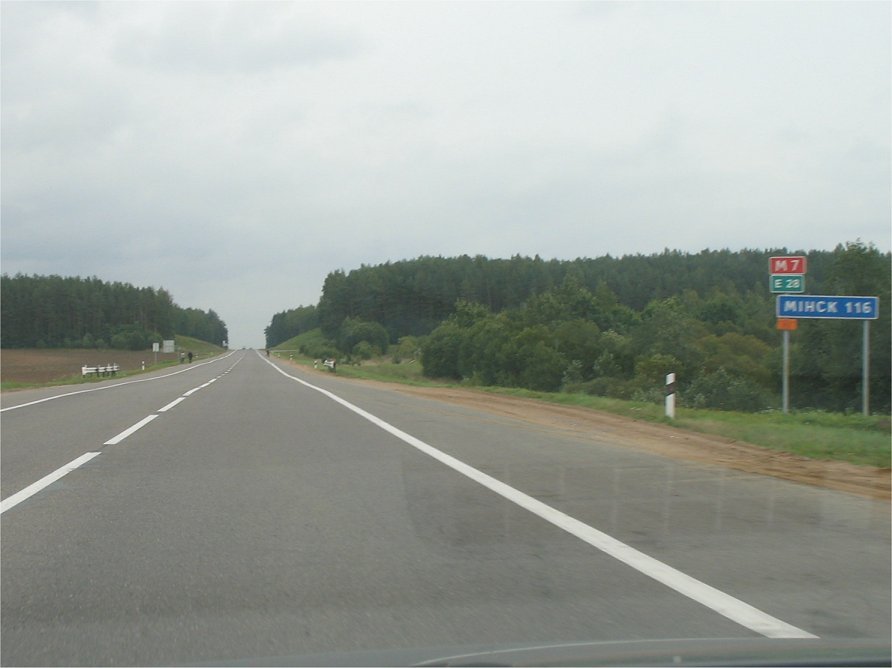
E28 v Bělorusku